# Potniarcha hierastis
Potniarcha hierastis är en fjärilsart som beskrevs av Edward Meyrick 1890. Potniarcha hierastis ingår i släktet Potniarcha och familjen plattmalar. Inga underarter finns listade i Catalogue of Life.